# Rašov u Litvínova
Rašov (deutsch Rascha) ist ein Ortsteil von Klíny in Tschechien.

## Geographie
Rašov liegt sechs Kilometer nordwestlich von Horní Litvínov auf dem Erzgebirgskamm. Nördlich erhebt sich der Černý vrch (889 m), im Nordosten der Studenec (878 m), die Loučná (956 m) und die Střelná (868 m), südöstlich der Holubí vrch (716 m), im Südwesten der Hřeben (687 m) und die Jeřabina (788 m) sowie westlich der Větrný vrch (800 m) und der Mračný vrch (852 m). Gegen Osten liegt das vom Bílý potok gebildete tiefe Tal Šumný důl (Rauschengrund). Südlich liegt die Talsperre Janov.
Nachbarorte sind Český Jiřetín und Fláje im Norden, Jiřík im Nordosten, Dlouhá Louka im Osten, Sedlo im Südosten, Lounice und Křižatky im Süden, Mikulovice im Südwesten, Mníšek im Westen sowie Klíny im Nordwesten.

## Geschichte

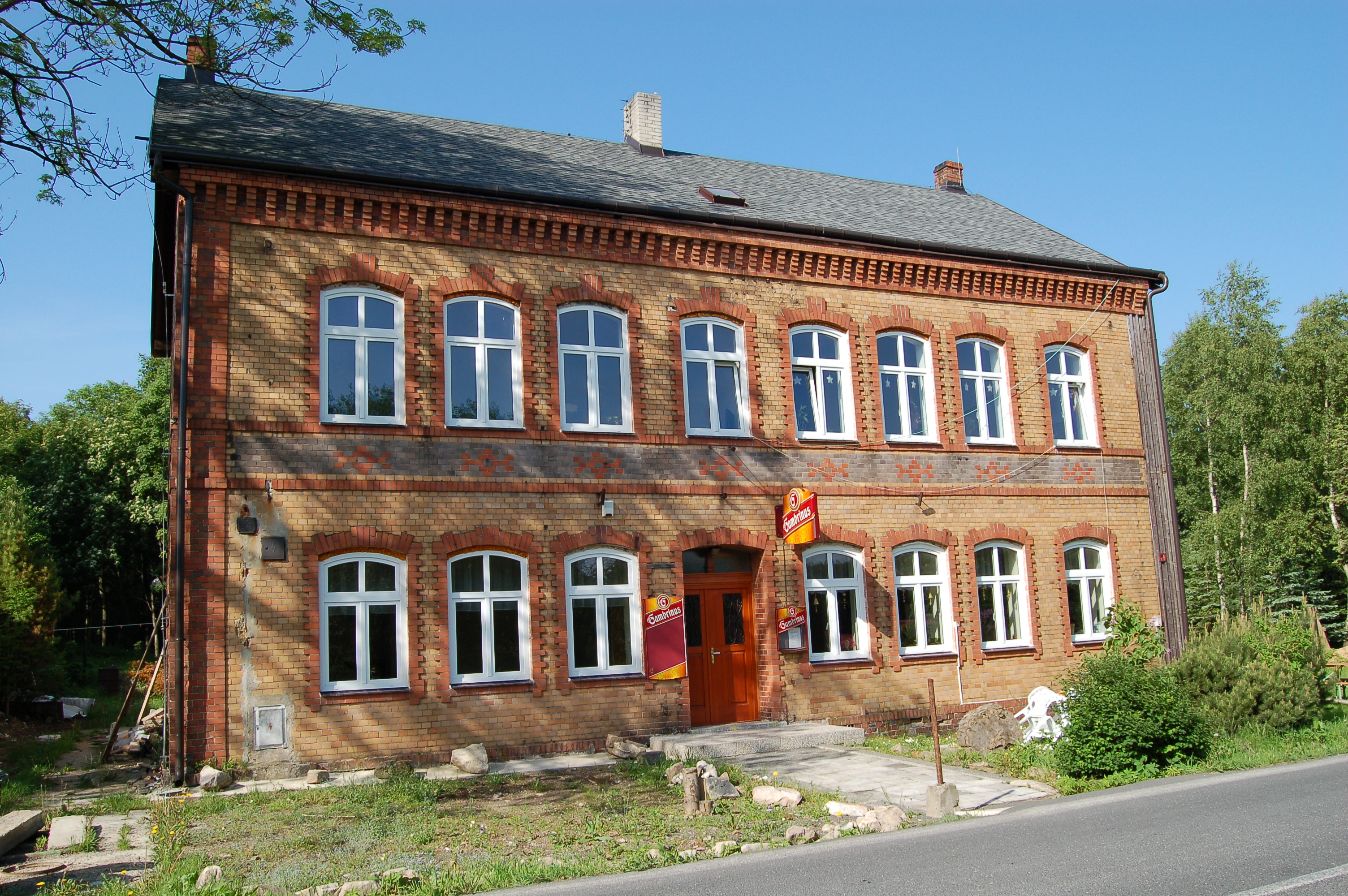
Ehemalige Schule

Rascha entstand als Ansiedlung von Bergleuten und wurde im Jahre 1583 als Teil der Herrschaft Dux erstmals urkundlich erwähnt. 1642 erbten die Grafen von Waldstein die Herrschaft. 1680 erhob Johann Friedrich von Waldstein die Herrschaften Dux und Oberleutensdorf zum Familienfideikommiss. Die Einwohner ernährten sich nach dem Niedergang des Bergbaus von Land- und Forstwirtschaft. Einige waren Tagelöhner. Ab dem 19. Jahrhundert arbeiteten viele in den Textilmanufakturen in Oberleutensdorf sowie den Braunkohlen-Schächten des Brüxer Reviers.
Im Jahre 1831 bestand Rascha aus 18 Häusern mit 120 deutschsprachigen Einwohnern. Pfarrort war Ober-Leitensdorf. Bis zur Mitte des 19. Jahrhunderts blieb Rascha der Fideikommissherrschaft Dux untertänig.
Nach der Aufhebung der Patrimonialherrschaften bildete Rascha, auch Raschau genannt, ab 1850 einen Ortsteil der Marktgemeinde, ab 1852 Stadt Oberleutensdorf im Leitmeritzer Kreis und Gerichtsbezirk Brüx. Ab 1868 gehörte das Dorf zum Bezirk Brüx. Im Jahre 1876 löste sich Rascha von Oberleutensdorf los und wurde zum Ortsteil von Göhren. Ab 1905 gehörte das Dorf zum neugebildeten Gerichtsbezirk Oberleutensdorf. Der tschechische Ortsname Rašov wurde 1924 eingeführt. In Folge des Münchner Abkommens wurde das Dorf 1938 dem Deutschen Reich zugeschlagen und gehörte bis 1945 zum Landkreis Brüx. Nach dem Ende des Zweiten Weltkrieges kam Rašov zur Tschechoslowakei zurück und die deutschböhmische Bevölkerung wurde vertrieben. Im Jahre 1948 wurde das Dorf dem Okres Litvínov zugeordnet, seit dessen Aufhebung im Jahre 1961 gehört Rašov wieder zum Okres Most.

## Entwicklung der Einwohnerzahl
| Jahr | Einwohnerzahl |
| ---- | ------------- |
| 1869 | 111           |
| 1880 | 105           |
| 1890 | 85            |
| 1900 | 75            |
| 1910 | 84            |

| Jahr | Einwohnerzahl |
| ---- | ------------- |
| 1921 | 75            |
| 1930 | 80            |
| 1950 | 24            |
| 1961 | 21            |
| 1970 | 8             |

| Jahr | Einwohnerzahl |
| ---- | ------------- |
| 1980 | 8             |
| 1991 | 12            |
| 2001 | 4             |
| 2011 | 20            |